# Ftalan dimetylu
Ftalan dimetylu, DMP – organiczny związek chemiczny z grupy ftalanów, ester kwasu ftalowego i metanolu. Jest stosowany głównie jako plastyfikator w produkcji tworzyw sztucznych.

## Otrzymywanie
Na skalę przemysłową jest otrzymywany w wyniku katalitycznej estryfikacji bezwodnika ftalowego metanolem:
Pierwszy etap jest inicjowany przez podgrzanie mieszaniny. Jest to reakcja egzotermiczna, zachodzi szybko i ilościowo. Drugi etap jest wolniejszy i wymaga katalizatora kwasowego, np. kwasu siarkowego, kwasu p-toluenosulfonowego lub wodorosiarczanu sodu.

## Zastosowanie
Jest stosowany w produkcji tworzyw sztucznych jako plastyfikator, najczęściej w polimerach na bazie estrów celulozy (np. octan celulozy). Dawniej dodawany był również do polichlorku winylu (PVC) w celu nadania mu elastyczności. Oprócz tego jest rozpuszczalnikiem w wielu kosmetykach (m.in. perfumy, szampony, lakiery do włosów) oraz w górnictwie do odzyskiwania i separacji minerałów. Stosowany jest także jako składnik insektycydów (środków owadobójczych), klejów, powłok powierzchniowych oraz farb.

## Zagrożenia
Ftalan dimetylu jest powszechnym zanieczyszczeniem wszystkich elementów środowiska: gleby, wody oraz powietrza. Do jego uwalniania dochodzi zarówno na etapie jego produkcji, transportu, jak i używania wielu produktów, które go zawierają (jako plastyfikator nie jest on związany wiązaniami z matrycą polimerową i może łatwo zostać łatwo uwolniony). Uwalnianie ftalanu dimetylu z polimerów jest przyspieszane przez warunki atmosferyczne: deszcz, zmiany temperatury i promieniowanie UV.
Agencja Ochrony Środowiska USA (ang. The Environmental Protection Agency, EPA lub USEPA) wpisała ftalan dimetylu na listę zanieczyszczeń środowiska wymagających szczególnej kontroli. Wynika to z jego oddziaływania na organizmy. Ekspozycja na ftalan dimetylu może powodować m.in. podrażnienie skóry i oczu oraz zaburzenia układu hormonalnego, nerwowego i rozrodczego. Ftalan dimetylu jest takżemutagenem i prawdopodobnie ma również właściwości kancerogenne (rakotwórcze).
Jego rozkład w środowisku tlenowym zachodzi głównie w wyniku hydrolizy przeprowadzanej niektóre bakterie tlenowe (m.in. Sphingomonas paucimobilis oraz rodzaje Bacillus i Arthrobacter). Proces ten katalizowany jest przez specyficzne esterazy. W jego wyniku powstają ftalan monometylu i kwas ftalowy.